# Gunnar Djurberg

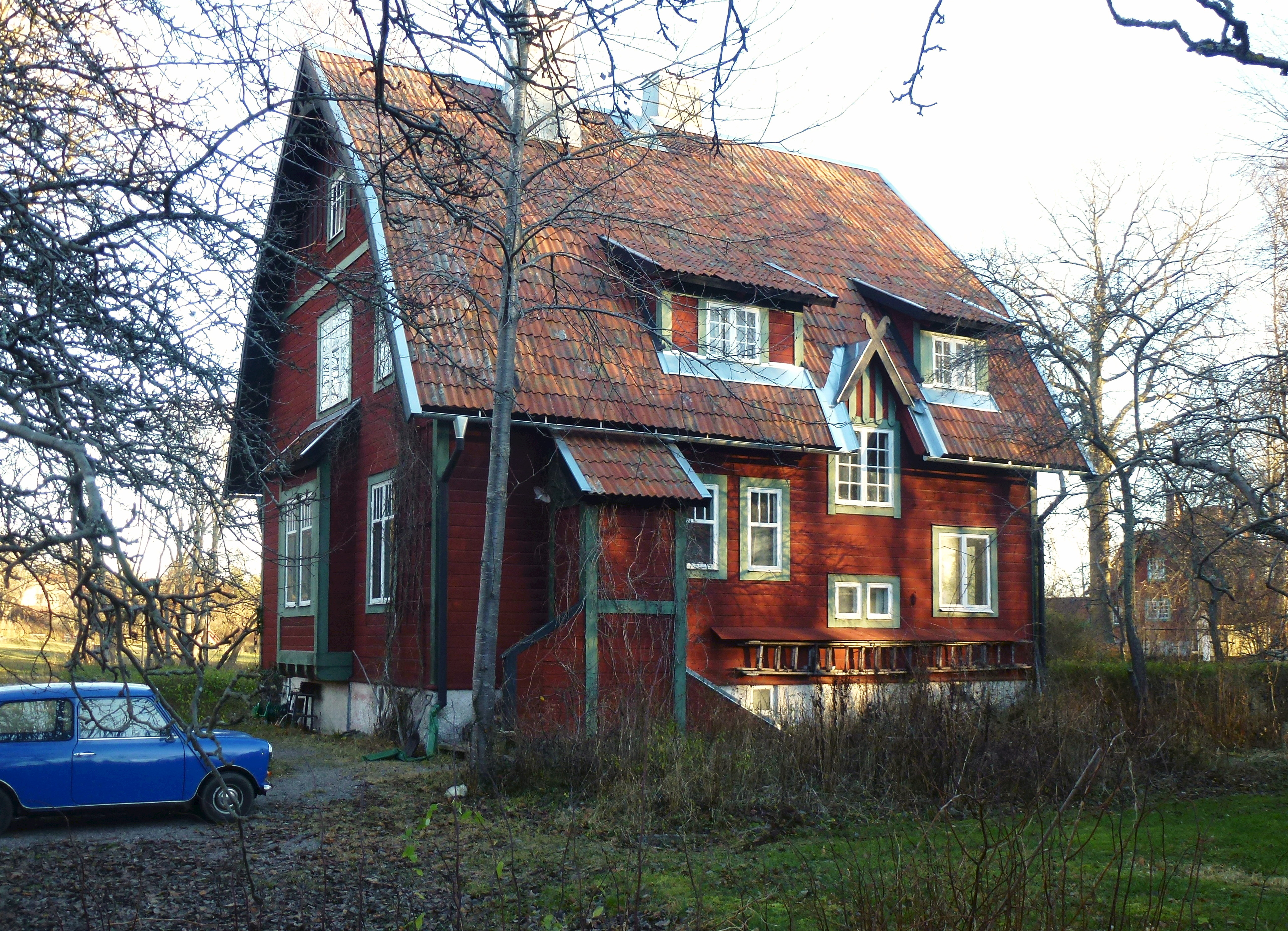
Villa Soltäppan, Storängen, 2013.

Carl Gunnar Djurberg, född 13 januari 1862 i Stockholm, död 22 december 1915 i Kungsholms församling i Stockholm, var en svensk arkitekt.
Djurberg var son till häradshövdingen Karl Johan Djurberg och modehandlerskan Karolina Josefina Djurberg. Han studerade vid Tekniska skolan i Stockholm 1881-1884. 1884-1885 var han antagen som extra elev vid Kungliga Tekniska Högskolan. 1886-1890 studerade han vid Tekniska Högskolan i Berlin. Han förblev verksam i Berlin 1886-1899 och var anställd hos flera framstående arkitekter i den tyska huvudstaden 1890-1892.Från 1899 drev han egen verksamhet i Stockholm.
Han var lärare i fackritning vid Tekniska skolan i Uppsala 1885-1886 och företog studieresor till bland annat Danmark, Tyskland, Österrike och Ungern.
Han var gift med Ida Emilia Birkner (1865–1948) och i familjen fanns barnen Elna Vilhelmina Dahlgren (1891–1934), Lena Elisabet Vera Djurberg (född 1893), Nils Gunnar Djurberg (född 1894), Karin Emilia Strömbeck (1898–1959) och Alf Johan Djurberg (1902–1959).

## Verk i urval
- Slottet Ramholz, tillhörande friherre H Stumm, 1892-1896.
- Riksbanken i Berlin, tillbyggnad, 1892-1896.
- Slottet Dalswick, tillhörande greve Douglas, 1892-1896.
- Wasserschloss (huvudrestaurant) på Berliner Gewerbeausstellung 1896.
- Bayerische Hypothek- und Wechselbank i München, 1892-1896.
- Slottet Moschen, tillhörande greve Tiele-Winkler, 1892-1896.
- Fasaden till passagen Lindenstrasse 101-102, Berlin 1896-1898.
- Affärshuset Friedrichstrasse 12, Berlin 1896-1898.
- Wohnhaus Stroh i Baden-Baden 1899.
- Inredning Odd Fellow-ordens klubblokal, Stockholm 1901.
- Hyreshus, Karlbergsvägen 47 - Birkagatan 35, Stockholm 1904-1906.
- Sidenhusets affärspalats, Regeringsgatan 32, Stockholm 1909-1912, rivet.
- Villor på svenska landsbygden.